# محطة قطار بوسطن
محطة قطار بوسطن (بالإنجليزية: Boston railway station)‏‏ هي محطة قطار في المملكة المتحدة، تُشغلها قطارات إيست ميدلاند. افتُتحت هذه المحطة في 17 أكتوبر 1848، ويبلغ عدد مسارات أرصفتها 2.